# Refugi de Pla de Prats
El refugi de Pla de Prats és un refugi forestal dins el municipi de Campelles (Ripollès) a 1.559 m d'altitud i situat sota el vessant nord del pic de la Covil.